# Élection présidentielle ougandaise de 2016
L'élection présidentielle ougandaise de 2016 a lieu le 18 février 2016 afin d'élire le président de l'Ouganda pour un mandat de cinq ans.  Le premier tour a lieu en même temps que les élections législatives.
Le président Museveni obtient la majorité des voix et peut ainsi se maintenir au pouvoir, mais les conditions peu démocratiques dans lesquelles se déroule le scrutin en rendent le résultat peu crédible.

## Contexte politique
Yoweri Museveni, au pouvoir depuis plus de trente ans, se présente en 2016 pour un cinquième mandat à la tête du pays. Un vote du Parlement l'autorise en effet, depuis 2005, à se représenter sans limite au nombre de ses mandats. Son principal opposant (et son ancien médecin personnel), Kizza Besigye, est à la tête du Forum pour le changement démocratique (FDC) ; il bénéficie d'une bonne assise populaire dans l’Ouest, dans le Nord et dans certains quartiers de Kampala, la capitale du pays. Il est brièvement arrêté lors d'une réunion politique, quelques jours avant les élections. Parmi les opposants à Museveni, plusieurs sont d'anciens proches du pouvoir.

## Système électoral
Le président de l'Ouganda est élu au scrutin uninominal majoritaire à deux tours pour un mandat de 5 ans, sans limitation du nombre de mandat.

## Déroulement du scrutin
Le scrutin se déroule dans un climat de tension politique élevée ; la journée de vote du 18 février est émaillée de nombreux incidents, parfois violents. Le principal dirigeant de l'opposition, Kizza Besigye, qui subit de longue date des pressions importantes pour le dissuader de maintenir son action politique, est à nouveau placé sous résidence surveillée au moment où la victoire de Museveni est annoncée. L'arrestation de Besigye provoque de violentes manifestations à Kampala quelques jours avant le scrutin. Amama Mbabazi, ancien premier ministre et autre rival politique de Museveni, est également placé sous résidence surveillée. Les réseaux sociaux Facebook et Twitter sont bloqués sur décision gouvernementale. Au nom du gouvernement américain, le Secrétaire d’État John Kerry émet une protestation officielle contre ces actes qui empêchent tout processus électoral « transparent et crédible ».
Une commission électorale est chargée de s'assurer du bon fonctionnement de l'élection ; toutefois, son impartialité est remise en cause par les observateurs de l'Union européenne et du Commonwealth.

## Candidats

### Vanatius Baryamureba
Sans étiquette.

### Kizza Besigye
Kizza Besigye se présente porté par le Forum pour le changement démocratique (FDC)

### Ben Biraaro
Sans étiquette.

### Abed Bwanika
Candidat du parti People's Development Party.

### Faith Kyalya
Sans étiquette.

### Joseph Mabirizi
Sans étiquette.

### Amama Mbabazi
Amama Mbabazi, ancien Premier ministre, se présente porté par le mouvement Go Forward.

### Yoweri Museveni
Yoweri Museveni, actuel président (depuis 1986), est le candidat du Mouvement de résistance nationale (NRM).

## Sondages
| Sondeur                      | Date                             | Taille de l'échantillon | Yoweri Museveni NRM | Kizza Besigye FDC | Amama Mbabazi Go Fwd. | Autres | Indécis |
| ---------------------------- | -------------------------------- | ----------------------- | ------------------- | ----------------- | --------------------- | ------ | ------- |
| Sondeur                      | Date                             | Taille de l'échantillon |                     |                   |                       | Autres | Indécis |
| Research World International | 5–8 décembre 2015                | ~2000                   | 59.9%               | 21%               | 1.9%                  | 1.3%   | 16.1%   |
| Research World International | 19 décembre 2015–10 janvier 2016 | ~2000                   | 51%                 | 32%               | 12%                   | 5%     | 5%      |
| Ipsos Uganda                 | 1–8 février 2016                 | ~2000                   | 53%                 | 28%               | –                     | –      | –       |

## Résultats
| Candidats                | Candidats                | Partis                   | Premier tour | Premier tour |
| Candidats                | Candidats                | Partis                   | Voix         | %            |
| ------------------------ | ------------------------ | ------------------------ | ------------ | ------------ |
|                          | Yoweri Museveni          | NRM                      | 5 971 872    | 60,62        |
|                          | Kizza Besigye            | FDC                      | 3 508 687    | 35,61        |
|                          | Amama Mbabazi            | GF                       | 136 519      | 1,39         |
|                          | Abed Bwanika             | PDP                      | 89 005       | 0,90         |
|                          | Venansius Baryamureeba   | SE                       | 52 798       | 0,54         |
|                          | Faith Kyalya             | SE                       | 42 833       | 0,43         |
|                          | Benon Biraaro            | UFP                      | 25 600       | 0,26         |
|                          | Joseph Mabirizi          | SE                       | 24 498       | 0,25         |
|                          |                          |                          |              |              |
| Votes valides            | Votes valides            | Votes valides            | 9 851 812    | 95,38        |
| Votes blancs et nuls     | Votes blancs et nuls     | Votes blancs et nuls     | 477 319      | 4,62         |
| Total                    | Total                    | Total                    | 10 329 131   | 100          |
| Abstention               | Abstention               | Abstention               | 4 948 067    | 32,39        |
| Inscrits / participation | Inscrits / participation | Inscrits / participation | 15 277 198   | 67,61        |